# Gla
Gla (græsk: Γλα), sjældent Glas (Γλας), var et vigtigt befæstet sted for den mykenske civilisation, beliggende i Boiotien på det græske fastland. På trods af sin imponerende størrelse, mere end ti gange større end det moderne Athen eller Tiryns, er Gla ikke nævnt i Iliaden.

## Beskrivelse

### Beliggenhed
Stedet er placeret på et kalkstensfremspring eller en bakke, der ragede ud i, eller dannede en ø, i den nu afvandede sø Kopais. Det fladtopede udspring rejser sig op til 38 meter over det omkringliggende område. Den måler cirka 900 x 575 meter (på det bredeste sted). Det gamle navn på stedet er ukendt, det er uklart, om det er et af de boeotiske steder navngivet af Homer (nogle forskere  foreslår at Gla er Homers Arne). Den moderne lokale befolkning kalder stedet Palaiokastro ( græsk: Παλαιόκαστρο "gammel fæstning").

### Størrelse
Udgravninger har afsløret mange detaljer om befæstningsmurene (som altid har været synlige) og på indersiden rester af bygninger fra den mykenske periode.  Befæstningen omslutter et areal på næsten 20 hektar, omkring 10 gange så meget som de mykenske citadeller Athen eller Tiryns.

### Murene
Murene omkring Gla var omkring 3 m tykke og 2,8 km lange og omslutter omkring 235.000 kvadratmeter jord. Disse massive vægge blev lavet som Kyklopisk mur.  Mange steder er de bygget direkte på klipperne, der danner grænsen for fremspringet. Fæstningen havde fire porte, et usædvanligt højt antal for en mykensk befæstning, i nord, vest, syd og sydøst. Udførlige byggede ramper førte til portene. Befæstningen kan dateres til tidlig senhelladisk III B, det vil sige omkring 1.300 f.Kr.
Inden for murene mente man, at der var et paladsagtigt kompleks, men nyere beviser har peget i retning af et militært etablissement med meget lagerplads. Af alt det rum, der er indelukket inden for Glas mure, er der meget få permanente strukturer, og de fylder mindre end en fjerdedel af pladsen. Noget af dette tomme rum blev muligvis brugt til at huse midlertidige strukturer, især i tider, hvor der var byggeri og dræning i gang.

### Tømning af Kopais
Meget af området inden for murene er tomt, hvilket får arkæologer til at tro, at det tjente som et tilflugtssted for bønder i området ved Kopais-søen i tilfælde af angreb. Det antydes, at landet domineret af citadellet Gla tjente som "brødkurv" i den mykenske verden. Dette understøttes af den kendsgerning, at Kopais-søen, den største sø i det sydlige Grækenland, var blevet afvandet af et system af dæmninger og kanaler (en af de mest forbløffende præstationer inden for forhistorisk ingeniørkunst) omtrent samtidig med opførelsen af Gla, og det skabte en stor frugtbar slette. Drænsystemet kollapsede på grund af ødelæggelse eller forsømmelse ved eller efter slutningen af den mykenske civilisation; i den klassiske oldtid eksisterede søen igen. Det blev drænet anden gang i det 19. århundrede.
Systemet omfattede to store kanaler, der mødtes omkring 1 km nord for Gla. Disse kanaler var tilsammen over 50 km i længden, og opsamlede vand fra floderne Boeotian Cephissus og Melas og omfordelte dem til områder, hvorfra vandet let strømmede ud i havet.

## Indvendige strukturer

### Paladset
Det mest slående bygningsrest er fra en stor L-formet bygning, ofte beskrevet som et "palads". Det er i den nordlige del af området, som er opdelt af flere indre vægge i dette område. "Paladset" ligger på en kunstig terrasse og består af tre fløje. Hver af fløjene indeholder for det meste meget små rum, arrangeret i grupper på seks og adgang til af korridorer. I de to ender af L er der lignende arrangementer af rum, der ligner megaronkomplekserne kendt fra Tiryns, Mycenae Dimini og Pylos. Ikke desto mindre sår manglen på flere typiske træk ved andre mykenske paladser, nemlig et "tronrum", et (cirkulært) ildsted og et "badeværelse" en vis tvivl om bygningens betegnelse som et palads.

### Agora
Yderligere to mykenske arkitektoniske komplekser blev fundet længere mod syd, i området af den såkaldte "agora", som er adskilt fra "paladsområdet" af en mur. De to komplekser er parallelle med hinanden (nord-syd-orientering) og har lignende planer. I hver forbinder en lang korridor bygninger i den nordlige og sydlige del af komplekset. De er opdelt i små rum. Der er ingen videnskabelig konsensus om deres funktion. Forslag omfatter brug som kaserne, lagerrum/distributionscentre eller værksteder. Opbevaringsteorien understøttes af opdagelsen af store mængder forkullet korn (sandsynligvis brændt under ødelæggelsen af stedet) i en af bygningerne.

## Fliser
Et interessant træk ved bygningerne på Gla er opdagelsen af brændte pande- og dæktegl, hvilket tyder på, at nogle mykenske bygninger allerede havde skrå tegltage svarende til dem, der kendes fra den klassiske oldtid.
Der er nogle beviser på, at den menneskelige besættelse af Gla ikke var begrænset til den mykenske periode. For eksempel er der fundet keramik fra yngre stenalder og byzantinsk tid. Det ser dog ikke ud til at have været beboet i de arkaisk-klassiske græske og romerske perioder.

## Galleri
- Model af det arkæologiske sted Gla (Thebens arkæologiske museum)
- Udsigt mod selve citadellet fra det nordøstlige hjørne.
- Udsigt over den nordlige mur af Gla fra under citadellet
- Stående i selve citadellet med udsigt mod øst med udsigt til den nordlige mur
- Et af tårnene ved sydøst-porten
- Udsigt til porten udefra